# Argonauta (1796)
El Argonauta fue un navío de línea español de 80 cañones de los calibres 24, 18 y 8 libras distribuidos en dos puentes. Fue botado en junio de 1798 en Ferrol y era gemelo del Neptuno. Fue el último navío de su clase construido en España, muy superior al resto de los navíos de su siglo. Su tripulación era de 642 hombres, entre oficiales de guerra, oficiales mayores, tropa, marineros, artilleros, grumetes y pajes, aunque varió según las ciscunstancias. En el combate de Finisterre su tripulación era de 956 hombres y en Trafalgar de 800 hombres. Su diseño correspondió a Julián Martín de Retamosa.

## Historial

### Brión
El 25 de agosto de 1800, el Argonauta participó en la batalla de Brión cuando se encontraba en la escuadra de Joaquín Moreno anclado en el astillero de Ferrol junto con los navíos Real Carlos, San Hermenegildo, San Fernando, San Antonio y San Agustín además de la diversa guarnición existente. Consiguieron repeler el intento de invasión de una flota inglesa al mando del contraalmirante John Borlase Warren compuesta por siete navíos, seis fragatas, cinco bergantines y una goleta, disponiendo de un contingente de 15.000 hombres de infantería y caballería.

### Finisterre
En la batalla del cabo Finisterre del 22 de julio de 1805 destacó notablemente en la flota franco-española bajo el mando del almirante Villeneuve, que se enfrentó a los ingleses en el intento de Napoleón de invadir Inglaterra. Aunque los españoles obtuvieron una actuación destacable, la victoria fue conseguida por los ingleses bajo el mando del vicealmirante Robert Calder.

### Trafalgar

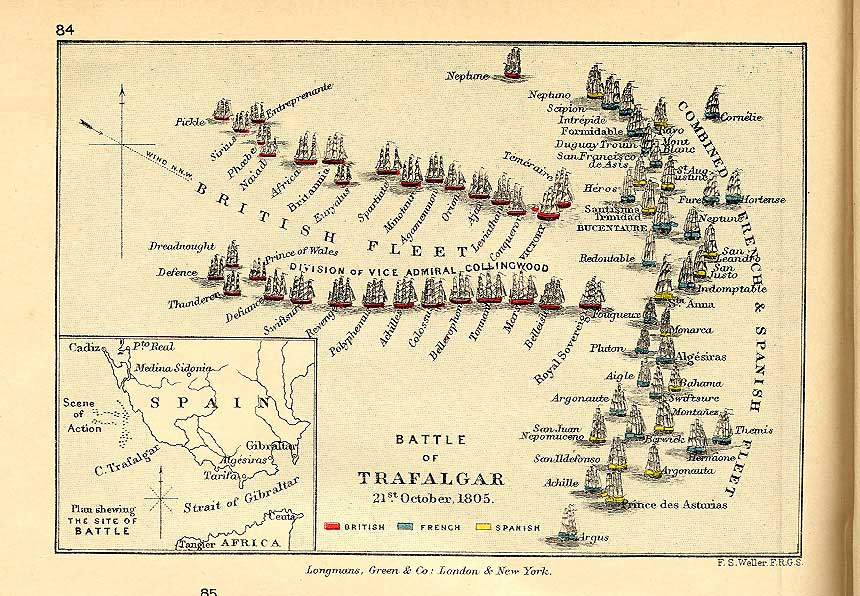
Orden de batalla en el combate de Trafalgar.

Intervino en la batalla de Trafalgar capitaneado por Antonio Pareja el 21 de octubre de 1805, estando asignado a la segunda escuadra de observación mandada por Federico Gravina. Tuvo 60 muertos y 148 heridos. Finalmente, se fue a pique el 30 de octubre debido a que fue capturado y hundido por el navío inglés HMS Ajax para evitar su represa. Los marineros presos fueron devueltos a Algeciras al día siguiente.
Una de las cárceles flotantes de Cádiz durante los años posteriores a Trafalgar se llamaba "Argonauta", que era un navío de línea en desuso y sin capacidad de navegación.